# Чемпіонат світу зі снукеру серед жінок
Чемпіонат світу зі снукеру серед жінок (англ. Ladies World Snooker Championship) - головний жіночий снукерний турнір.

## Історія
До середини 1980-х офіційного жіночого чемпіонату світу не проводилося, однак з 1976 року почав проходити турнір World Open, за своїм значенням відповідний світової першості. Його першим спонсором стала тютюнова компанія Embassy, а першою переможницею — англійка Віра Селбі, яка домінувала у грі в той час. Потім настала перерва, і наступного разу World Open пройшов у 1980-му під спонсорством компанії Guinness. Останній розіграш цього змагання пройшов у 1981 році.
Перший офіційний чемпіонат світу серед жінок відбувся в 1983-му в снукерному центрі Pontins. Він проводився щорічно до 1992 року (причому двічі у 1984), і за цей час 5 разів чемпіонкою ставала Еллісон Фішер. Після відновлення турніру в 1993 році Еллісон ще двічі завойовувала головний трофей, але через деякий час вона полетіла в США і почала грати в пул, залишивши таким чином чемпіонат. З 1995 по 2003 року на турнірі домінували Келлі Фішер (не родичка Еллісон) і Карен Кор, і більшість титулів виграла Келлі. У 1998—2003 рр. деякі матчі чемпіонату гралися в Театрі Крусібл — місці проведення аналогічного турніру під егідою WPBSA, причому дати проведення як жіночих, так і чоловічих ігор приблизно збігалися.
Багато років саме WPBSA підтримувала чемпіонат світу серед жінок, проте в 2004-му через брак коштів уся підтримка з її боку припинилася. Приблизно в цей же час інша організація снукеру, IBSF, оголосила про старт свого чемпіонату, який за значущістю і статусом прирівнювався до аматорського ЧС. Турнір під егідою IBSF повинен був стати єдиним жіночим змаганням подібного роду. Але вже в 2005-му колишній чемпіонат світу був відновлений, і в ньому так само, як і раніше, взяли участь провідні снукеристки. Таким чином, з 2006 року (у 2005 турнір IBSF не проводився) проводиться два однакових за своїм значенням чемпіонати — офіційний чемпіонат світу серед жінок (як правило, більш представницький) і аналогічний турнір під керівництвом IBSF. Останній з цих турнірів має суто аматорський статус і проходить паралельно з чоловічим чемпіонатом IBSF.
У 2007 році також з'явився чемпіонат світу IBSF серед гравчинь до 21 року.

## Переможниці World Open
| 1976                    | Мідлсбро       | Віра Селбі     | Мюріель Хейзелдін | 4:0 |
| Чемпіонат не проводився |                |                |                   |     |
| 1980                    | Острів Хайлінг | Леслі Макілрет | Агнес Девіс       | 4:2 |
| 1981                    | Острів Уайт    | Віра Селбі     | Менді Фішер       | 3:0 |

## Переможниці чемпіонату світу серед жінок
| 1983                    | Brean Sands   | Сью Фостер      | Морін Бейнтон    | 8:5 |
| 1984                    | ?             | Стейсі Хілльярд | Наталі Стейнмак  | 4:1 |
| 1984                    | ?             | Менді Фішер     | ?                | ?   |
| 1985                    | Соліхалл      | Еллісон Фішер   | Стейсі Хілльярд  | 5:1 |
| 1986                    | Соліхалл      | Еллісон Фішер   | Сью Лемеш        | 5:0 |
| 1987                    | Острів Уайт   | Енн-Мері Фаррен | Стейсі Хілльярд  | 5:1 |
| 1988                    | Бріксхем      | Еллісон Фішер   | Енн-Мері Фаррен  | 6:1 |
| 1989                    | Бріксхем      | Еллісон Фішер   | Енн-Мері Фаррен  | 6:5 |
| 1990                    | Лондон        | Карен Корр      | Стейсі Хілльярд  | 7:4 |
| 1991                    | Лондон        | Еллісон Фішер   | Карен Корр       | 8:2 |
| Чемпіонат не проводився |               |                 |                  |     |
| 1993                    | Блекпул       | Еллісон Фішер   | Стейсі Хілльярд  | 9:3 |
| 1994                    | Нью-Делі      | Еллісон Фішер   | Стейсі Хілльярд  | 7:3 |
| 1995                    | Нью-Делі      | Карен Корр      | Кім Шоу          | 6:3 |
| Чемпіонат не проводився |               |                 |                  |     |
| 1997                    | Лланеллі      | Карен Корр      | Келлі Фішер      | 6:3 |
| 1998                    | Театр Крусібл | Келлі Фішер     | Карен Корр       | 5:0 |
| 1999                    | Театр Крусібл | Келлі Фішер     | Карен Корр       | 4:2 |
| 2000                    | Театр Крусібл | Келлі Фішер     | Ліза Ігналл      | 4:1 |
| 2001                    | Театр Крусібл | Ліза Куік       | Лайнетт Хорсбург | 4:2 |
| 2002                    | Театр Крусібл | Келлі Фішер     | Ліза Куік        | 4:1 |
| 2003                    | Театр Крусібл | Келлі Фішер     | Ліза Куік        | 4:1 |
| Чемпіонат не проводився |               |                 |                  |     |
| 2005                    | Кембридж      | Ріан Еванс      | Лайнетт Хорсбург | 6:4 |
| 2006                    | Кембридж      | Ріан Еванс      | Емма Бонні       | 5:3 |
| 2007                    | Кембридж      | Ріан Еванс      | Кеті Хенрік      | 5:3 |
| 2008                    | Кембридж      | Ріан Еванс      | Джун Бенкс       | 5:2 |
| 2009                    | Кембридж      | Ріан Еванс      | Марія Каталано   | 5:2 |
| 2010                    | Кембридж      | Ріан Еванс      | Мария Каталано   | 5:1 |

## Переможниці чемпіонату світу IBSF
| 2003                    | Цзянмень   | Келлі Фішер | Венді Янс    | 5:2 |
| 2004                    | Вельтховен | Ріан Еванс  | Венді Янс    | 5:1 |
| Чемпіонат не проводився |            |             |              |     |
| 2006                    | Амман      | Венді Янс   | Жайк Іп      | 5:0 |
| 2007                    | Корат      | Ріан Еванс  | Венді Янс    | 5:0 |
| 2008                    | Вельс      | Ріан Еванс  | Венді Янс    | 5:3 |
| 2009                    | Хайдерабад | Нгон Йі     | Кеті Парасіс | 5:1 |
| 2010                    | Дамаск     | Нгон Йі     | Жайк Іп      | 5:0 |

## Переможниці чемпіонату світу IBSF серед гравців до 21 року
| Рік  | Місце проведення | Переможець | Фіналіст | Фінальний рахунок |
| ---- | ---------------- | ---------- | -------- | ----------------- |
| 2007 | Гоа              | Бі Чжицін  | Нгон Йі  | 4:2               |